# NBA Finals 2015
Die NBA Finals sind eine Serie von Spielen, die im Best-of-Seven-Modus ausgetragen werden, um den Meister einer Saison in der nordamerikanischen Basketball-Profiliga NBA zu ermitteln. In der Saison 2014/15 trafen die Cleveland Cavaliers, Sieger der Eastern Conference, auf die Golden State Warriors, Sieger der Western Conference. Mit 4:2 Spielen besiegten die Warriors um Stephen Curry die Cavaliers um LeBron James und Kyrie Irving. Mit dem NBA Finals MVP Award wurde Andre Iguodala ausgezeichnet. Zum ersten Mal in der Geschichte der Finals mussten die ersten beiden Spiele in der Verlängerung entschieden werden.

## Der Weg ins Finale
| Cleveland Cavaliers | Cleveland Cavaliers   | Golden State Warriors | Golden State Warriors |
| --- | --------------------- | --------------------- | --- |
| Bilanz: 53-29 Divisionranking 1. Conferenceranking 2. | Reguläre Saison       | Reguläre Saison       | Bilanz: 67-15 Divisionranking 1. Conferenceranking 1. |
| vs. Boston Celtics, 4-0 113:100 (19. April 2015 Quicken Loans Arena, Topscorer: Kyrie Irving 30 / Isaiah Thomas 22) 099:090 (21. April 2015 Quicken Loans Arena, Topscorer: LeBron James 30 / Isaiah Thomas 22) 103:095 (23. April 2015 TD Garden, Boston, Topscorer: LeBron James 30 / Isaiah Thomas 22) 101:093 (23. April 2015 TD Garden, Boston, Topscorer: LeBron James 27 / Sullinger, Thomas je 21) | Erste Runde           | Erste Runde           | vs. New Orleans Pelicans, 4-0 106:099 (18. April 2015 Oracle Arena, Oakland, Topscorer: Stephen Curry 34 / Anthony Davis 35) 097:087 (20. April 2015 Oracle Arena, Oakland, Topscorer: Klay Thompson 26 / Anthony Davis 26) 123:119* (23. April 2015 Smoothie King Center, Topscorer: Stephen Curry 40 / Anthony Davis 29) 109:098 (25. April 2015 Smoothie King Center, Topscorer: Stephen Curry 39 / Anthony Davis 36) |
| vs. Chicago Bulls, 4-2 092:099 (4. Mai 2015 Quicken Loans Arena, Topscorer: Kyrie Irving 30 / Derrick Rose 25) 106:091 (6. Mai 2015 Quicken Loans Arena, Topscorer: LeBron James 33 / Jimmy Butler 18) 096:099 (8. Mai 2015 United Center, Chicago, Topscorer: LeBron James 27 / Derrick Rose 30) 086:084 (10. Mai 2015 United Center, Chicago, Topscorer: LeBron James 25 / Derrick Rose 31) 106:101 (12. Mai 2015 Quicken Loans Arena, Topscorer: LeBron James 38 / Jimmy Butler 29) 094:073 (14. Mai 2015 United Center, Chicago, Topscorer: Matthew Dellavedova 19 / Jimmy Butler 20) | Conference Semifinals | Conference Semifinals | vs. Memphis Grizzlies, 4-2 101:086 (3. Mai 2015 Oracle Arena, Topscorer: Stephen Curry 22 / Marc Gasol 21) 090:097 (5. Mai 2015 Oracle Arena, Topscorer: Stephen Curry 19 / Mike Conley Jr. 22) 089:099 (9. Mai 2015 FedExForum, Memphis, Topscorer: Stephen Curry 23 / Zach Randolph 22) 101:084 (11. Mai 2015 FedExForum, Memphis, Topscorer: Stephen Curry 33 / Marc Gasol 22) 098:078 (13. Mai 2015 Oracle Arena, Topscorer: Klay Thompson 21 / Marc Gasol 18) 108:095 (15. Mai 2015 FedExForum, Memphis, Topscorer: Stephen Curry 32 / Marc Gasol 21) |
| vs. Atlanta Hawks, 4-0 097:089 (20. Mai 2015 Philips Arena, Atlanta, Topscorer: LeBron James 31 / Jeff Teague 27) 094:082 (22. Mai 2015 Philips Arena, Atlanta, Topscorer: LeBron James 30 / Dennis Schröder 13) 114:111* (24. Mai 2015 Quicken Loans Arena, Topscorer: LeBron James 37 / Jeff Teague 30) 118:088 (26. Mai 2015 Quicken Loans Arena, Topscorer: LeBron James 23 / Jeff Teague 17) | Conference Finals     | Conference Finals     | vs. Houston Rockets, 4-1 110:106 (19. Mai 2015 Oracle Arena, Topscorer: Stephen Curry 34 / James Harden 28) 099:098 (21. Mai 2015 Oracle Arena, Topscorer: Stephen Curry 33 / James Harden 38) 115:080 (23. Mai 2015 Toyota Center, Houston, Topscorer: Stephen Curry 40 / James Harden 17) 115:128 (25. Mai 2015 Toyota Center, Houston, Topscorer: Klay Thompson 24 / James Harden 45) 104:090 (27. Mai 2015 Oracle Arena, Topscorer: Stephen Curry 26 / Dwight Howard 18)                                                                               |

Mit * gekennzeichnete Spiele wurden in der Verlängerung entschieden.

## Spiele in der regulären Saison
| 9. Januar 2015 |  | Golden State Warriors 112, Cleveland Cavaliers 94 | Golden State Warriors 112, Cleveland Cavaliers 94 | Golden State Warriors 112, Cleveland Cavaliers 94 | Oracle Arena, Oakland | NBA TV |
| 9. Januar 2015 |  |                                                   |                                                   |                                                   | Oracle Arena, Oakland | NBA TV |
| 9. Januar 2015 |  |                                                   |                                                   |                                                   | Oracle Arena, Oakland | NBA TV |
| 9. Januar 2015 |  |                                                   |                                                   |                                                   | Oracle Arena, Oakland | NBA TV |

| 26. Februar 2015 |  | Cleveland Cavaliers 110, Golden State Warriors 99 | Cleveland Cavaliers 110, Golden State Warriors 99 | Cleveland Cavaliers 110, Golden State Warriors 99 | Quicken Loans Arena | NBA TV |
| 26. Februar 2015 |  |                                                   |                                                   |                                                   | Quicken Loans Arena | NBA TV |
| 26. Februar 2015 |  |                                                   |                                                   |                                                   | Quicken Loans Arena | NBA TV |
| 26. Februar 2015 |  |                                                   |                                                   |                                                   | Quicken Loans Arena | NBA TV |

## Spielplan

### Gesamtübersicht
| Team                  | Spiel | Spiel | Spiel | Spiel | Spiel | Spiel | Siege |
| Team                  | 1     | 2     | 3     | 4     | 5     | 6     | Siege |
| --------------------- | ----- | ----- | ----- | ----- | ----- | ----- | ----- |
| Cleveland Cavaliers   | 100   | 95    | 96    | 82    | 91    | 97    | 2     |
| Golden State Warriors | 108   | 93    | 91    | 103   | 104   | 105   | 4     |

### Spiel 1
| 4. Juni 21:00 Uhr (EST) |                                                                            | Golden State Warriors 108, Cleveland Cavaliers 100 | Golden State Warriors 108, Cleveland Cavaliers 100                            | Golden State Warriors 108, Cleveland Cavaliers 100 | Oracle Arena, Oakland Zuschauer: 19596 Schiedsrichter: #19 James Capers, #13 Monty McCutchen, #23 Jason Phillips | NBA TV |
| 4. Juni 21:00 Uhr (EST) | Punkte pro Viertel: 19:29, 29:22, 25:22, 25:25. Overtime/s: 10:2           |                                                    |                                                                               |                                                    | Oracle Arena, Oakland Zuschauer: 19596 Schiedsrichter: #19 James Capers, #13 Monty McCutchen, #23 Jason Phillips | NBA TV |
| 4. Juni 21:00 Uhr (EST) | Punkte: Stephen Curry 26 Rebounds: Andrew Bogut 7 Assists: Stephen Curry 8 |                                                    | Punkte: LeBron James 44 Rebounds: Tristan Thompson 15 Assists: Kyrie Irving 6 |                                                    | Oracle Arena, Oakland Zuschauer: 19596 Schiedsrichter: #19 James Capers, #13 Monty McCutchen, #23 Jason Phillips | NBA TV |
| 4. Juni 21:00 Uhr (EST) |                                                                            |                                                    |                                                                               |                                                    | Oracle Arena, Oakland Zuschauer: 19596 Schiedsrichter: #19 James Capers, #13 Monty McCutchen, #23 Jason Phillips | NBA TV |

### Spiel 2
| 7. Juni 20:00 Uhr (EST) |                                                                             | Golden State Warriors 93, Cleveland Cavaliers 95 | Golden State Warriors 93, Cleveland Cavaliers 95                           | Golden State Warriors 93, Cleveland Cavaliers 95 | Oracle Arena, Oakland Zuschauer: 19596 Schiedsrichter: #48 Scott Foster, #25 Tony Brothers, #28 Zach Zarba | NBA TV |
| 7. Juni 20:00 Uhr (EST) | Punkte pro Viertel: 20:20, 25:27, 14:15, 28:25. Overtime/s: 6:8             |                                                  |                                                                            |                                                  | Oracle Arena, Oakland Zuschauer: 19596 Schiedsrichter: #48 Scott Foster, #25 Tony Brothers, #28 Zach Zarba | NBA TV |
| 7. Juni 20:00 Uhr (EST) | Punkte: Klay Thompson 34 Rebounds: Andrew Bogut 10 Assists: Stephen Curry 5 |                                                  | Punkte: LeBron James 39 Rebounds: LeBron James 16 Assists: LeBron James 11 |                                                  | Oracle Arena, Oakland Zuschauer: 19596 Schiedsrichter: #48 Scott Foster, #25 Tony Brothers, #28 Zach Zarba | NBA TV |
| 7. Juni 20:00 Uhr (EST) |                                                                             |                                                  |                                                                            |                                                  | Oracle Arena, Oakland Zuschauer: 19596 Schiedsrichter: #48 Scott Foster, #25 Tony Brothers, #28 Zach Zarba | NBA TV |

### Spiel 3
| 9. Juni 21:00 Uhr (EST) |                                                                               | Cleveland Cavaliers 96, Golden State Warriors 91 | Cleveland Cavaliers 96, Golden State Warriors 91                           | Cleveland Cavaliers 96, Golden State Warriors 91 | Quicken Loans Arena, Cleveland Zuschauer: 20562 Schiedsrichter: #43 Dan Crawford, #9 Derrick Stafford, #8 Marc Davis, #14 Ed Malloy | NBA TV |
| 9. Juni 21:00 Uhr (EST) | Punkte pro Viertel: 24:20, 20:17, 28:18, 24:36                                |                                                  |                                                                            |                                                  | Quicken Loans Arena, Cleveland Zuschauer: 20562 Schiedsrichter: #43 Dan Crawford, #9 Derrick Stafford, #8 Marc Davis, #14 Ed Malloy | NBA TV |
| 9. Juni 21:00 Uhr (EST) | Punkte: LeBron James 40 Rebounds: Tristan Thompson 13 Assists: LeBron James 8 |                                                  | Punkte: Stephen Curry 27 Rebounds: Festus Ezeli 7 Assists: Stephen Curry 6 |                                                  | Quicken Loans Arena, Cleveland Zuschauer: 20562 Schiedsrichter: #43 Dan Crawford, #9 Derrick Stafford, #8 Marc Davis, #14 Ed Malloy | NBA TV |
| 9. Juni 21:00 Uhr (EST) |                                                                               |                                                  |                                                                            |                                                  | Quicken Loans Arena, Cleveland Zuschauer: 20562 Schiedsrichter: #43 Dan Crawford, #9 Derrick Stafford, #8 Marc Davis, #14 Ed Malloy | NBA TV |

### Spiel 4
| 11. Juni 21:00 Uhr (EST) |                                                                                 | Cleveland Cavaliers 82, Golden State Warriors 103 | Cleveland Cavaliers 82, Golden State Warriors 103                             | Cleveland Cavaliers 82, Golden State Warriors 103 | Quicken Loans Arena, Cleveland Zuschauer: 20562 Schiedsrichter: #17 Joe Crawford, #24 Mike Callahan, #41 Ken Mauer, #23 Jason Phillips | NBA TV |
| 11. Juni 21:00 Uhr (EST) | Punkte pro Viertel: 24:31, 18:23, 28:22, 12:27                                  |                                                   |                                                                               |                                                   | Quicken Loans Arena, Cleveland Zuschauer: 20562 Schiedsrichter: #17 Joe Crawford, #24 Mike Callahan, #41 Ken Mauer, #23 Jason Phillips | NBA TV |
| 11. Juni 21:00 Uhr (EST) | Punkte: Timofey Mozgov 28 Rebounds: Tristan Thompson 13 Assists: LeBron James 8 |                                                   | Punkte: Stephen Curry 22 Rebounds: Harrison Barnes 8 Assists: Stephen Curry 6 |                                                   | Quicken Loans Arena, Cleveland Zuschauer: 20562 Schiedsrichter: #17 Joe Crawford, #24 Mike Callahan, #41 Ken Mauer, #23 Jason Phillips | NBA TV |
| 11. Juni 21:00 Uhr (EST) |                                                                                 |                                                   |                                                                               |                                                   | Quicken Loans Arena, Cleveland Zuschauer: 20562 Schiedsrichter: #17 Joe Crawford, #24 Mike Callahan, #41 Ken Mauer, #23 Jason Phillips | NBA TV |

### Spiel 5
| 14. Juni 20:00 Uhr (EST) |                                                                                 | Golden State Warriors 104, Cleveland Cavaliers 91 | Golden State Warriors 104, Cleveland Cavaliers 91                          | Golden State Warriors 104, Cleveland Cavaliers 91 | Oracle Arena, Oakland Zuschauer: 19596 Schiedsrichter: #19 James Capers, #13 Monty McCutchen, #23 Jason Phillips | NBA TV |
| 14. Juni 20:00 Uhr (EST) | Punkte pro Viertel: 22:22, 29:28, 22:17, 31:24                                  |                                                   |                                                                            |                                                   | Oracle Arena, Oakland Zuschauer: 19596 Schiedsrichter: #19 James Capers, #13 Monty McCutchen, #23 Jason Phillips | NBA TV |
| 14. Juni 20:00 Uhr (EST) | Punkte: Stephen Curry 37 Rebounds: Harrison Barnes 10 Assists: Andre Iguodala 7 |                                                   | Punkte: LeBron James 40 Rebounds: LeBron James 14 Assists: LeBron James 11 |                                                   | Oracle Arena, Oakland Zuschauer: 19596 Schiedsrichter: #19 James Capers, #13 Monty McCutchen, #23 Jason Phillips | NBA TV |
| 14. Juni 20:00 Uhr (EST) |                                                                                 |                                                   |                                                                            |                                                   | Oracle Arena, Oakland Zuschauer: 19596 Schiedsrichter: #19 James Capers, #13 Monty McCutchen, #23 Jason Phillips | NBA TV |

### Spiel 6
| 16. Juni 21:00 Uhr (EST) |                                                                           | Cleveland Cavaliers 97, Golden State Warriors 105 | Cleveland Cavaliers 97, Golden State Warriors 105                                    | Cleveland Cavaliers 97, Golden State Warriors 105 | Quicken Loans Arena, Cleveland Zuschauer: 20562 Schiedsrichter: #48 Scott Foster, #8 Marc Davis, #28 Zach Zarba | NBA TV |
| 16. Juni 21:00 Uhr (EST) | Punkte pro Viertel: 15:28, 28:17, 18:28, 36:32                            |                                                   |                                                                                      |                                                   | Quicken Loans Arena, Cleveland Zuschauer: 20562 Schiedsrichter: #48 Scott Foster, #8 Marc Davis, #28 Zach Zarba | NBA TV |
| 16. Juni 21:00 Uhr (EST) | Punkte: LeBron James 32 Rebounds: LeBron James 18 Assists: LeBron James 9 |                                                   | Punkte: Curry, Iguodala je 25 Rebounds: Draymond Green 11 Assists: Draymond Green 10 |                                                   | Quicken Loans Arena, Cleveland Zuschauer: 20562 Schiedsrichter: #48 Scott Foster, #8 Marc Davis, #28 Zach Zarba | NBA TV |
| 16. Juni 21:00 Uhr (EST) |                                                                           |                                                   |                                                                                      |                                                   | Quicken Loans Arena, Cleveland Zuschauer: 20562 Schiedsrichter: #48 Scott Foster, #8 Marc Davis, #28 Zach Zarba | NBA TV |